# Adolf Schulten
Adolf Schulten (Elberfeld, 27 de maio de 1870 - Erlangen,19 de março de 1960) foi um arqueólogo, historiador e filólogo alemão, considerado o pai da investigação moderna sobre Tartessos, estudo a que dedicou muitos anos.
Realizou escavações arqueológicas em Espanha, Itália e no norte de África, e embora a sua verdadeira obsessão fosse encontrar os vestígios da cidade de Tartessos, nunca conseguiu realizar esse sonho.
Empenhou-se em escavações no actual Parque Nacional de Doñana, na foz do rio Guadalquivir e encontrou um povoado romano no Cerro del Trigo, convencido de que se tratava da população situada sobre os vestígios da cidade mítica.
Entre outros trabahos de escavação por todo o país, trouxe à luz as ruínas de Numância ou o acampamento romano de Castra Cecilia, situado na actual cidade Cáceres.
É autor da obra monumental Hispania. Geografía, etnología e historia.